# فیلیپ هولاسکو
فیلیپ هولاسکو (انگلیسی: Filip Hološko؛ زادهٔ ۱۷ ژانویهٔ ۱۹۸۴) یک بازیکن فوتبال اهل اسلواکی است.
وی همچنین در تیم ملی فوتبال اسلواکی بازی کرده‌است.